# Серфсайд-Біч (Південна Кароліна)
Серфсайд-Біч (англ. Surfside Beach) — місто (англ. town) в США, в окрузі Горрі штату Південна Кароліна. Населення — 4155 осіб (2020).

## Географія
Серфсайд-Біч розташований за координатами 33°36′35″ пн. ш. 78°58′39″ зх. д. / 33.60972° пн. ш. 78.97750° зх. д. (33.609651, -78.977540).  За даними Бюро перепису населення США в 2010 році місто мало площу 5,06 км², з яких 5,00 км² — суходіл та 0,06 км² — водойми.

## Демографія
Згідно з переписом 2010 року, у місті мешкало 3837 осіб у 1866 домогосподарствах у складі 1078 родин. Густота населення становила 758 осіб/км².  Було 4299 помешкань (850/км²).
Расовий склад населення:
| - 96,1 % — білих - 0,9 % — чорних або афроамериканців - 0,6 % — азіатів - 0,4 % — корінних американців |

До двох чи більше рас належало 1,3 %. Частка іспаномовних становила 2,0 % від усіх жителів.
За віковим діапазоном населення розподілялося таким чином: 13,3 % — особи молодші 18 років, 64,1 % — особи у віці 18—64 років, 22,6 % — особи у віці 65 років та старші. Медіана віку мешканця становила 50,3 року. На 100 осіб жіночої статі у місті припадало 92,3 чоловіків;  на 100 жінок у віці від 18 років та старших — 90,2 чоловіків також старших 18 років.
Середній дохід на одне домашнє господарство  становив 55 112 долари США (медіана — 47 153), а середній дохід на одну сім'ю — 57 998 доларів (медіана — 51 062). Медіана доходів становила 34 097 доларів для чоловіків та 36 284 долари для жінок. За межею бідності перебувало 13,5 % осіб, у тому числі 32,8 % дітей у віці до 18 років та 6,3 % осіб у віці 65 років та старших.
Цивільне працевлаштоване населення становило 1993 особи. Основні галузі зайнятості: мистецтво, розваги та відпочинок — 27,5 %, освіта, охорона здоров'я та соціальна допомога — 13,5 %, фінанси, страхування та нерухомість — 11,7 %.